# Zeke Zettner
Thomas "Zeke" Zettner , né le 21 septembre 1948 à Détroit (Michigan) et mort le 10 novembre 1973 à Warren, est un bassiste de rock américain, connu pour avoir fait partie de The Stooges.

## Biographie
Il a été membre du groupe de rock The Stooges. Zettner était à l'origine le Machiniste itinérant pour le groupe, mais il a remplacé le bassiste Dave Alexander après l'album Fun House (1970) jusqu'à la fin de 1971. Jimmy Recca l'a remplacé comme bassiste. Zettner était accro à l'héroïne, et n'a pas duré comme membre des Stooges. Zettner est décédé d'une overdose d'héroïne le 10 novembre 1973. Sa mort est mentionnée dans la chanson Dum Dum Boys d'Iggy Pop dans The Idiot.
Il est inhumé au Mount Olivet Cemetery à Détroit (Michigan).